# Fox (Finland)
FOX  var en finländsk version av amerikanska Fox som lanserades den 16 april 2012 efter att Fox köpte upp Suomi TV och sänds fritt i det finska digitala marknätet. Kanalen sände 12 timmar per dygn och sände bland annat Family Guy, American Dad och The Walking Dead. Kanalen var den första Fox-kanalen i Norden, sedan tidigare sände Fox National Geographic Channel-kanalerna i Norden. Star Channel ersatte Fox den 6 januari 2023.